# Église de la Trinité de Prymorsk
Pour les articles homonymes, voir Église de la Sainte-Trinité.
L'église de la Trinité (en ukrainien : Троїцька церква) est classée comme monument national ukrainien et un patrimoine d'intérêt national. C'est une église qui est à Prymorsk en Ukraine.

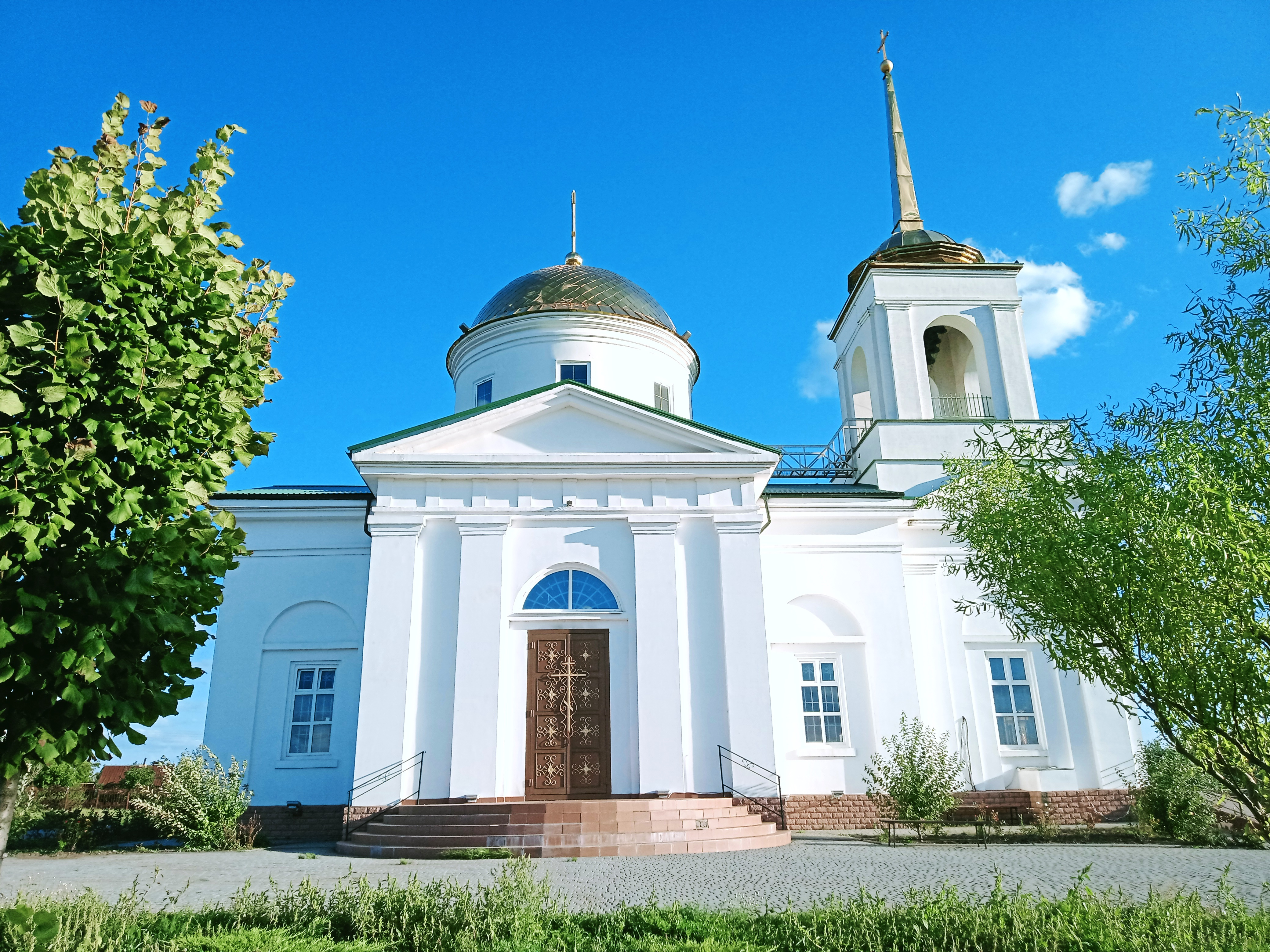
Portail latéral.